# Mistrzostwa Polski w hokeju na lodzie (1951/1952)
Mistrzostwa Polski w hokeju na lodzie 1951/1952 – 16. edycja mistrzostw Polski, rozegrana została w 1952 roku.

## Formuła
Do 9 marca 1952 trwały grupowe rozgrywki eliminacyjne; do turnieju finałowego awansowany z Grupy I Unia Krynica i Górnik Janów, z Grupy II CWKS Warszawa i Gwardia Katowice. W turnieju finałowym uczestniczyły cztery zespoły, a pozostałe cztery brały udział w turnieju o miejsca 5-8.

## Turniej o miejsca 5-8

### Wyniki
- Włókniarz Łódź – Kolejarz Toruń 2:1 (2:1, 0:0, 0:0)
- Ogniwo Kraków – Budowlani Opole 8:0
- Włókniarz Łódź – Ogniwo Kraków 2:4 (2:2, 0:1, 0:1)
- Kolejarz Toruń – Budowlani Opole 6:2 (1:0, 3:0, 2:2)
- Budowlani Opole – Włókniarz Łódź 6:2 (2:1, 3:2, 1:2), gole: Czech 2, Skraciak 2, Kubica, Trojanowski / Szymanowski, Filipek, Mrówczyński, Glamaczyński, Olczyk
- Ogniwo Kraków – Kolejarz Toruń 6:5

### Tabela
| Lp. | Zespół          | M | Pkt | W | R | P | G + | G - | +/- |
| --- | --------------- | - | --- | - | - | - | --- | --- | --- |
| 5   | Ogniwo Kraków   | 3 | 6   | 3 | 0 | 0 | 18  | 7   | +11 |
| 6   | Kolejarz Toruń  | 3 | 2   | 1 | 0 | 2 | 11  | 10  | +1  |
| 7   | Włókniarz Łódź  | 3 | 2   | 1 | 0 | 2 | 10  | 11  | -1  |
| 8   | Budowlani Opole | 3 | 2   | 1 | 0 | 2 | 8   | 19  | -11 |

## Turniej finałowy

### Wyniki
Turniej finałowy trwał od 11 do 16 marca 1952 na lodowisku Torkat w Katowicach:
- CWKS Warszawa – Unia Krynica 4:2 (3:0, 1:0, 0:2), gole: Więcek 2, Janiczko, Olszowski / Burda, Burek
- Górnik Janów – Gwardia Katowice 4:2 (0:2, 1:0, 3:0), gole: Gburek 2, Herda, Poleś / Skiba, Dolewski
- Unia Krynica – Gwardia Katowice 6:0 (1:0, 0:0, 5:0), gole: Burda 2, Lewacki 2, Jeżak, Kurek
- CWKS Warszawa – Gwardia Katowice 6:2 (2:0, 2:2, 2:0), gole: Masełko 3, Chodakowski, Janiczko, Brzeski / Wołkowski, Brzeski
- CWKS Warszawa – Górnik Janów 5:0; mecz został przerwany po zdobyciu przez CWKS gola wyrównującego na 2:2, po którym zawodnicy Górnika zaprotestowali argumentując, iż bramka nie padła oraz że ponadto stało się to już po przekroczeniu czas połowy ostatniej tercji, gdy należało dokonań regulaminowej zmiany pól przez zespoły; wobec utrzymania decyzji przez sędziów, drużyna Górnika opuściła plac gry; w następstwie komitet organizacyjny z ramienia GKKF przyznał walkower na korzyść CWKS[10][11]
- CWKS Warszawa – Gwardia Katowice 9:1 (5:1, 2:0, 2:0), gole: Więcek 3, Janiczko 2, Palus 2, Antuszewicz, Świcarz / Skiba
- Górnik Janów – Unia Krynica 3:2 (1:0, 1:0, 1:2), gole: Pęczek, Poleś, Wróbel / Csorich, Jeżak (widownia: 12 tys.)

### Tabela
| Lp. | Zespół           | M | Pkt | W | R | P | G + | G - | +/- |
| --- | ---------------- | - | --- | - | - | - | --- | --- | --- |
| 1   | CWKS Warszawa    | 3 | 6   | 3 | 0 | 0 | 18  | 3   | +15 |
| 2   | Górnik Janów     | 3 | 4   | 2 | 0 | 1 | 7   | 9   | -2  |
| 3   | Unia Krynica     | 3 | 2   | 1 | 0 | 2 | 10  | 7   | +3  |
| 4   | Gwardia Katowice | 3 | 0   | 0 | 0 | 3 | 3   | 19  | -16 |

      = Mistrz Polski

## Skład triumfatorów
Skład CWKS Warszawa: Edward Kocząb, Kazimierz Chodakowski, Michał Antuszewicz, Henryk Bromowicz, Maksymilian Więcek, Zdzisław Masełko, Z.Nowak, Tadeusz Świcarz, Wiktor Olszowski, Mieczysław Palus, Szymon Janiczko, Ślusarczyk.